# To Pimp a Butterfly
To Pimp a Butterfly es el tercer álbum de estudio del rapero estadounidense Kendrick Lamar. Fue publicado el 15 de marzo de 2015 a través de Top Dawg Entertainment y Aftermath Entertainment, mientras que Interscope Records estuvo encargado de la distribución. Este fue grabado en varios estudios a lo largo de todo Estados Unidos bajo la producción ejecutiva de Dr. Dre y Anthony "Top Dawg" Tiffith. En cuanto a la producción musical, contó con la ayuda de Boi-1da, Flying Lotus, Terrace Martin, Pharrell Williams, Knxwledge, Sounwave, Thundercat, entre otros. Asimismo, musicalmente está inspirado por el funk, jazz y spoken word.
Ha sido considerado comúnmente por la crítica especializada como uno de los mejores álbumes de Hip hop de todos los tiempos
Debido a un error, Interscope publicó To Pimp a Butterfly en iTunes y Spotify una semana antes de su lanzamiento. No obstante, debutó en la primera posición en la lista Billboard 200 tras vender 324 000 copias y fue aclamado por los críticos. El álbum también lideró varias listas de los mejores álbumes de 2015, entre ellas las de Rolling Stone, Consequence of Sound y Pitchfork.

## Antecedentes
El 28 de febrero de 2014, durante una entrevista con la revista Billboard, Kendrick Lamar reveló su intención de lanzar el sucesor de good kid, m.A.A.d city (2012). Posteriormente, en una entrevista con Rolling Stone, dijo: "Sólo el poner la palabra "pimp" al lado de "butterfly"... es un viaje. Va a ser una frase por siempre. Se va a enseñar en cursos universitarios, realmente creo eso". Lamar declaró que en un principio el nombre del álbum iba a ser Tu Pimp a Caterpillar, entre otras cosas por su abreviatura, que sería Tupac, Tu-P-A-C. No obstante, cambió la palabra "caterpillar" por "butterfly", para mostrar el "brillo de la vida", además de referenciar a la novela To Kill a Mockingbird. Asimismo, dijo que "pimp" tenía agresión y representaba un montón de cosas.

## Recepción de la crítica
To Pimp a Butterfly fue recibido con elogios generalizados de la crítica. En Metacritic , que asigna una calificación normalizada de 100 a las reseñas de publicaciones profesionales, el álbum recibió una puntuación promedio de 96, basada en 44 reseñas.  Agregador AnyDecentMusic? le otorgó un 9,3 sobre 10, según su evaluación del consenso crítico.  Según Will Butler, escritor de Gigwise , fue aclamado universalmente por los críticos como un "clásico instantáneo". 
Dan Weiss de la revista Spin consideró a To Pimp a Butterfly como el "Gran álbum de hip-hop estadounidense" y una escucha esencial,  mientras que Neil McCormick de The Daily Telegraph lo calificó como una obra maestra densa pero deslumbrante que coloca a Lamar por delante del rap progresivo. resurgimiento liderado por Kanye West y Drake .  Escribiendo para Entertainment Weekly , Kyle Anderson encontró el disco dos veces más sustancial que el álbum debut de un gran sello discográfico de Lamar y más completo de estilos musicales afroamericanos , con cualidades de producción supremamente "cinematográficas" pero "la libertad de un mixtape". el periodista Jim Carroll lo consideró "un récord para los tiempos en que estamos", en el que Lamar pasó de sus narrativas pasadas sobre Compton a reflexiones feroces pero precisas sobre la "América negra".  En Rolling Stone , Greg Tate consideró a To Pimp a Butterfly "una obra maestra de indignación ardiente, jazz profundo y autocrítica despiadada" que, junto con el tercer álbum de D'Angelo, Black Messiah , hizo de 2015 "el año de la política negra radical y para -La música negra real resurgió a la par para converger en la corriente principal del pop de la nación ".  Robert Christgau escribió en su reseña sobre Cuepoint que no muchos artistas eran tan apasionados y comprensivos como Lamar, quien ofreció "una apuesta fuerte, valiente y efectiva para restablecer el hip hop como la CNN de los negros estadounidenses" durante la era de las redes sociales . 
Si bien la recepción del álbum fue casi universalmente positiva, todavía hubo algunas críticas en el lanzamiento que ofrecieron críticas menores. Por ejemplo, el crítico del New York Times , Jon Caramanica, se mostró menos entusiasta que otros, sintiendo que Lamar todavía luchaba por reconciliar su densidad como letrista con la música sobre la que rapeaba: "No ha superado su tendencia al desorden [y] todavía corre el riesgo de asfixia ".  En The Guardian , Alexis Petridis encontró la música un tanto errática y lamentó "momentos de autocomplacencia" como el "Mortal Man" de doce minutos y las reflexiones de Lamar sobre la fama. Sin embargo, Petridis finalmente otorgó al álbum cuatro estrellas de cinco. 

### Reconocimientos
A finales de 2015, To Pimp a Butterfly era el disco clasificado con más frecuencia en las diez listas de los mejores álbumes del año. Según Metacritic, apareció 101 veces entre las diez primeras listas publicadas por críticos, revistas, sitios web y tiendas de música. El récord encabezó 51 listas, incluidas las de Rolling Stone , Billboard , Pitchfork , Slant Magazine , Spin , The Guardian , Complex , Consequence , The Irish Times y Vice . NME lo clasificó en segundo lugar en su lista, mientras que Time lo nombró el tercer mejor álbum del año.  Fue votado como el mejor álbum de 2015 en Pazz & Jop , una encuesta anual de críticos estadounidenses en todo el país, publicada por The Village Voice .  Christgau, el creador de Pazz & Jop, ocupó el cuarto lugar en su boleta electoral.  El álbum noveno clasificado en la revista británica The Wire ' encuesta de críticos anuales s'.  Basado en tales clasificaciones, el sitio web agregado Acclaimed Music enumera To Pimp a Butterfly como el álbum más aclamado por la crítica de 2015. 
En sus listas de los mejores álbumes de la década, The Independent lo colocó en primer lugar,  Consequence en segundo lugar,  Rolling Stone en tercer lugar,  y Pitchfork en cuarto lugar.  En la encuesta de The Guardian de 2019 de 45 periodistas musicales, To Pimp a Butterfly fue votado como el cuarto mejor álbum del siglo XXI, y el escritor colaborador Ben Beaumont-Thomas dijo que "como una celebración de la riqueza del arte negro, todo el álbum fue una respuesta al fanatismo ".  Del mismo modo, en su revisión de marzo de 2015 del álbum de The Verge , Editor y periodista Miqueas Singleton había aclamado como "el mejor álbum del siglo 21, el mejor álbum de hip-hop desde The Notorious BIG 's Ready to Die y Nas ' Illmatic en 1994, y cementos punto de Kendrick Lamar como un todo -Tiempo genial ".  En septiembre de 2020, Rolling Stone lanzó una versión actualizada de su lista de los 500 mejores álbumes de todos los tiempos , basada en las opiniones de más de 300 artistas, periodistas musicales y conocedores de la industria, que clasificaron a To Pimp a Butterfly como el 19 ° mejor. álbum de todos los tiempos. 
To Pimp a Butterfly también le valió a Lamar siete nominaciones en los premios Grammy 2016 . Fue nominado en las categorías de Álbum del Año y Mejor Álbum de Rap , ganando este último pero perdiendo el primero ante Taylor Swift en 1989 . "Alright" ganó por Mejor Interpretación de Rap y Mejor Canción de Rap y también fue nominado a Canción del Año y Mejor Video Musical . "These Walls" ganó por Mejor Interpretación Rap / Cantada .  También recibiría cuatro nominaciones adicionales por otras colaboraciones musicales de ese año, lo que hace un total de 11 nominaciones al Grammy para Lamar, que es la mayor cantidad de nominaciones para cualquier rapero en una sola noche y la segunda más para cualquier artista en una sola noche detrás. Michael Jackson y Babyface (12).  En la ceremonia del año anterior , "i" había ganado premios Grammy por Mejor Canción de Rap y Mejor Interpretación de Rap.  To Pimp a Butterfly también recibió una nominación a Mejor Álbum de Rap en los Billboard Music Awards 2016 .

## Lista de canciones
| N.º   | Título                                                         | Escritor(es) | Productor(es)                           | Duración |  |
| 1.    | «Wesley's Theory» (con George Clinton y Thundercat)            | Kendrick Lamar George Clinton Steven Ellison Ronald «Flippa» Colson Stephen Bruner Boris Gardiner                   | Flying Lotus Flippa Sounwave Thundercat | 4:47     |  |
| 2.    | «For Free? (Interlude)»                                        | Lamar Terrace Martin Rose McKinney                                                                                  | Martin                                  | 2:10     |  |
| 3.    | «King Kunta»                                                   | Lamar Bruner Johnny Burns Michael Jackson Ahmad Lewis Stefan Gordy James Brown Fred Wesley John Starks              | Sounwave Martin                         | 3:54     |  |
| 4.    | «Institutionalized» (con Bilal, Anna Wise y Snoop Dogg)        | Lamar Columbus Smith Fredrik Halldin Sam Barsh                                                                      | Rahki                                   | 4:31     |  |
| 5.    | «These Walls» (con Bilal, Anna Wise y Thundercat)              | Lamar Martin Larrance Dopson James Fauntleroy McKinney                                                              | Martin 1500 or Nothin' Sounwave         | 5:01     |  |
| 6.    | «u»                                                            | Lamar Taz «Ti$a» Arnold Michael «Whoarei» Brown                                                                     | Arnold Whoarei Sounwave                 | 4:28     |  |
| 7.    | «Alright»                                                      | Lamar Pharrell Williams Mark Spears                                                                                 | Williams Sounwave                       | 3:39     |  |
| 8.    | «For Sale? (Interlude)»                                        | Lamar Arnold | Arnold Sounwave Martin                  | 4:51     |  |
| 9.    | «Momma»                                                        | Lamar Glen Boothe Arnold Sylvester Stewart Lalah Hathaway Rahsaan Patterson Rex Rideout                             | Knxwledge Arnold                        | 4:43     |  |
| 10.   | «Hood Politics»                                                | Bruner Sufjan Stevens                                                                                               | Tae Beast Sounwave Thundercat           | 4:52     |  |
| 11.   | «How Much a Dollar Cost» (con James Fauntleroy y Ronald Isley) | Lamar Martin Josef «LoveDragon» Leimberg McKinney Fauntleroy Ronald Isley                                           | LoveDragon                              | 4:21     |  |
| 12.   | «Complexion (A Zulu Love)» (con Rapsody)                       | Lamar Bruner Marlanna Evans                                                                                         | Thundercat Sounwave Martin The Antydote | 4:23     |  |
| 13.   | «The Blacker the Berry»                                        | Lamar Matthew Samuels Kozmeniuk Ken Lewis Brent Kolatalo Jefferey Campbell Alexander «Jesứs» Izquierdo Zale Epstein | Boi-1da KOZ Martin                      | 5:28     |  |
| 14.   | «You Ain't Gotta Lie (Momma Said)»                             | Lamar Martin | LoveDragon                              | 4:01     |  |
| 15.   | «i»                                                            | Lamar Columbus Smith Isley O'Kelly Isley Jr. Ernie Isley Marvin Isley Rudolph Isley Christopher Jasper              | Rahki                                   | 5:36     |  |
| 16.   | «Mortal Man»                                                   | Lamar Bruner Fela Anikulapo Kuti Tupac Shakur                                                                       | Sounwave                                | 12:07    |  |
| 78:51 |                                                                | |                                         |          |  |

## Créditos y personal
Artistas y producción
- Kendrick Lamar – Voz principal.
- Mike Bozzi – Masterización en Bernie Grundman Mastering.
- Derek “MixedByAli” Ali – Grabación, ingeniería (1-6, 8-16), mezcla en No Excuses Studio.
- James “The White Black Man” Hunt – Asistente de mezcla, grabación, guitarra adicional (3).
- Flying Lotus – Producción (1).
- Whitney Alford – Voces de fondo (1, 3).

Apoyo y concepto
- Kendrick Lamar – A&R, dirección de arte.

## Posicionamiento en listas

### Semanales
| País              | Lista                    | Mejor posición |
| 2015              | 2015                     | 2015           |
| ----------------- | ------------------------ | -------------- |
| Alemania          | German Albums Chart      | 7              |
| Australia         | Australian Albums Chart  | 1              |
| Austria           | Austrian Albums Chart    | 15             |
| Bélgica (Flandes) | Belgian Albums Chart     | 4              |
| Bélgica (Valonia) | Belgian Albums Chart     | 16             |
| Canadá            | Canadian Albums Chart    | 1              |
| Dinamarca         | Danish Albums Chart      | 3              |
| Escocia           | Scottish Albums Chart    | 3              |
| España            | Promusicae               | 91             |
| Estados Unidos    | Billboard 200            | 1              |
| Estados Unidos    | R&B/Hip-Hop Albums       | 1              |
| Finlandia         | Finnish Albums Chart     | 14             |
| Francia           | French Albums Chart      | 17             |
| Irlanda           | Irish Albums Chart       | 6              |
| Italia            | Italian Albums Chart     | 32             |
| Noruega           | Norwegian Albums Chart   | 2              |
| Nueva Zelanda     | New Zealand Albums Chart | 1              |
| Países Bajos      | Netherlands Albums Chart | 9              |
| Reino Unido       | UK Albums Chart          | 1              |
| Reino Unido       | UK R&B Albums            | 1              |
| Suecia            | Swedish Albums Chart     | 10             |
| Suiza             | Swiss Albums Chart       | 3              |

### Anuales
| País              | Lista                    | Posición |
| 2015              | 2015                     | 2015     |
| ----------------- | ------------------------ | -------- |
| Australia         | Australian Albums Chart  | 23       |
| Bélgica (Flandes) | Belgian Albums Chart     | 40       |
| Bélgica (Valonia) | Belgian Albums Chart     | 173      |
| Canadá            | Canadian Albums Chart    | 23       |
| Dinamarca         | Danish Albums Chart      | 52       |
| Estados Unidos    | Billboard 200            | 16       |
| Estados Unidos    | R&B/Hip-Hop Albums       | 3        |
| Nueva Zelanda     | New Zealand Albums Chart | 27       |
| Países Bajos      | Netherlands Albums Chart | 84       |
| Reino Unido       | UK Albums Chart          | 55       |

### Certificaciones
| País        | Organismo certificador | Certificación | Ventas certificadas | Ref. |
| ----------- | ---------------------- | ------------- | ------------------- | ---- |
| Australia   | ARIA                   | Oro           | 35 000              |      |
| Reino Unido | BPI                    | Oro           | 100 000             |      |